# Сельское поселение Локосово
Се́льское поселе́ние Локосово — муниципальное образование в Сургутском районе Ханты-Мансийского автономного округа Российской Федерации.
Административный центр — село Локосово.

## История
Статус и границы сельского поселения установлены Законом Ханты-Мансийского автономного округа — Югры от 25 ноября 2004 года № 63-оз «О статусе и границах муниципальных образований Ханты-Мансийского автономного округа — Югры»

## Население
| 2010  | 2012  | 2013  | 2014  | 2015  | 2016  | 2017  |
| ----- | ----- | ----- | ----- | ----- | ----- | ----- |
| 3461  | ↗3492 | ↘3463 | ↘3426 | ↘3356 | ↘3272 | ↘3241 |
| 2018  | 2019  | 2020  | 2021  |       |       |       |
| ↘3181 | ↘3135 | ↘3123 | ↘1097 |       |       |       |

## Состав сельского поселения
| № | Населённый пункт | Тип населённого пункта       | Население |
| - | ---------------- | ---------------------------- | --------- |
| 1 | Верхне-Мысовая   | деревня                      | ↗51       |
| 2 | Локосово         | село, административный центр | ↘3410     |